# Carlo Agostino Badia
Carlo Agostino Badia, född 1672, död 1738, var en italiensk tonsättare.
Badia anställdes 1696 som den första kejserliga hovkompositören i Wien. Han har komponerat en hel rad operor, oratorier, solokantater och flerstämmiga kantater. Endast en mindre del av hans arbeten finns tryckta.